# Dark Crystal - La resistenza
Dark Crystal - La resistenza (The Dark Crystal: Age of Resistance) è una serie televisiva diretta da Louis Leterrier che funge da prequel al film Dark Crystal diretto da Jim Henson e Frank Oz.
La serie è stata distribuita su Netflix dal 10 agosto 2019, ed è stata acclamata dalla critica.

## Trama
La storia è ambientata nel fantastico mondo di Thra. Il cuore di Thra è un cristallo magico, il Cristallo della Verità, originariamente custodito dalla vecchissima Aughra. Un giorno gli Skeksis, diciotto misteriose creature astrali, le fanno dono di un planetario, grazie al quale Aughra si abbandona ad un sonno mistico, durante il quale viaggia per il cosmo. In cambio cede la custodia del Cristallo agli Skeksis, i quali diventano così sovrani di Thra. La principale popolazione di Thra è formata dai Gelfling. Benché essi siano divisi in sette clan, che diffidano l'uno dell'altro, i Gelfling vivono in pace e accettano la sovranità degli Skeksis, i quali si fanno passare per governanti benevoli. In realtà, nelle segrete del loro castello, gli Skeksis hanno iniziato a sfruttare l'energia del Cristallo della Verità per ottenere potere, corrompendolo e incrinandolo. 
Molti anni più tardi, lo scienziato skeksis fabbrica una macchina per convogliare l'energia del Cristallo Oscuro ed estrarre dai Gelfling l'essenza vitale, uccidendoli e producendo una pozione che permette agli Skeksis di non morire mai. Casualmente ciò viene scoperto dal Gelfling Rian, guardia del palazzo, che fugge per avvertire gli altri. Gli esperimenti sul Cristallo intanto hanno liberato nel mondo una forza oscura, che infetta le creature viventi e mette a rischio tutta Thra. Deet, una Gelfling del clan delle caverne, parte per scoprire la fonte del male e a lei si unisce Hup, un simpatico Podling che sogna di diventare paladino. Anche le tre figlie della All-Maudra, la regina suprema dei Gelfling, indagano sulle origini dell'oscurità e verranno coinvolte nella lotta per il destino di Thra. Rian, Deet, Hup e Brea, risvegliano un golem che li conduce nel deserto dove incontrano incredibilmente skekGra, uno skeksis che convive con urGoh, un mistico. Egli rivela di essere stato lo Skesis Conquistatore che distrusse, uccise e conquistò interi regni. Il pianeta Thra però, gli fece avere una visione che cambiò completamente il suo modo di pensare, rendendolo differente dagli altri Skeksis. Essi rivelano al gruppo che al principio, i Mistici e gli Skeksis erano una cosa sola: i celestiali UrSkeks. Essi sono in realtà degli alieni e provengono da un altro mondo. Prima erano in diciotto e scesero dal cielo su Thra, più di duemila anni fà. Con l'inganno essi offrirono ad Aughra un planetario che le avrebbe consentito di trapostare la sua coscienza nel cosmo e scoprire i segreti dello spazio, in cambio del Cristallo della Verità. Desiderosa di conoscere le stelle Aughra accettò. L'avidità però degli UrSkeks verso il cristallo e il suo potere, li portò alla rovina, venendo puniti da esso che li scisse in due parti. Fu in quel momento che il cristallo venne infranto e l'equilibrio di Thra venne a mancare. skekGra insieme alla sua parte buona, il mistico urGoh, compresero di essere incompleti e che la condizione in cui erano finiti era terribile: se uno soffre, soffre anche l'altro. UrGoh a differenza degli altri mistici che si erano nascosti, in attesa del tempo promesso, andò via con SkekGra che in tanto, aveva perso totalmente interesse per il potere e le conquiste. La sola cosa che voleva, era di tornare a essere completo con urGoh. Cercò infine di convincere i suoi altri simili che la cosa più importante era di tornare finalmente completi con la loro controparte. Gli altri Skeksis, lo accusarono di eresia e tentarono di ucciderlo, obbligandolo alla fuga.

## Episodi
| Stagione       | Episodi | Pubblicazione USA | Pubblicazione Italia |
| -------------- | ------- | ----------------- | -------------------- |
| Prima stagione | 10      | 2019              | 2019                 |

## Sviluppo

### Pre-produzione
Inizialmente concepito come un film sequel di Dark Crystal intitolato The Power of the Dark Crystal, il progetto fu per anni in uno stato di development hell. Nel 2012, il regista Louis Leterrier espresse un interesse nell'unirsi al progetto insieme alla Jim Henson Productions poco dopo la distribuzione di Scontro tra titani, sperando di interessare le grandi case di produzione, ma fu ripetutamente respinto, siccome, secondo lui, erano interessati a fare solo film di Transformers, e molti non sapevano nemmeno di Dark Crystal. Fu durante questa impasse che venne in mente a Leterrier di girare un prequel invece di un sequel, dato la ricchezza del materiale disponibile nelle note di Jim Henson e di Frank Oz sugli eventi che condussero agli eventi del primo film. Fu inoltre durante questo periodo che Leterrier decise che la storia che aveva in mente era meglio realizzata nella forma di una serie televisiva. Lisa Henson identificò il "Muro del destino" del film originale come un punto di riferimento: «Cos'era quella cultura? Cosa fu persa? Cos'era quella bella civiltà Gelfling?». Furono successivamente assunti Jeff Addiss, Will Matthews e Javier Grillo-Marxuach come sceneggiatori, tutti ammiratori del film originale. Il progetto fu infine venduto a Netflix dopo che i produttori trovarono un esecutivo della compagnia che condivideva il loro entusiasmo per Dark Crystal.

### Produzione
Il 18 maggio 2017 la Jim Henson Productions annunciò che avrebbe prodotto, in collaborazione con Netflix, una serie televisiva prequel del film Dark Crystal. Il 5 ottobre 2018, Leterrier rivelò che, come nel il film originale, le creature sarebbero state animate tramite burattini.
Il 17 dicembre fu reso noto parte del cast vocale, con Taron Egerton, Anya Taylor-Joy e Nathalie Emmanuel nei ruoli dei protagonisti. La trama è basata sui romanzi Shadows of the Dark Crystal e Song of the Dark Crystal scritti da J. M. Lee.

### Design
I pupazzi furono fabbricati nel 2017 nel Jim Henson's Creature Shop di Los Angeles ed trasportati poi ai Langley Studios di Londra; il burattinaio veterano Dave Goelz e l'artista del primo film Brian Froud parteciparono nel rappresentare e disegnare i personaggi. A parte i nuovi schizzi di Froud, The World of the Dark Crystal, il libro complementare del primo film, fu usato come punto di riferimento. Altre fonti d'ispirazione nel costruire il mondo di Thra includevano Il Trono di Spade e L'ultimo dominatore dell'aria.
Secondo Toby Froud, la prima stagione utilizzerà 20 pupazzi principali e 90 secondari. Contrariamente al film originale, i burattini Gelfling richiedono solo due burattinai invece di quattro, permettendo così più libertà di movimento. Inoltre, mentre le componenti mecchaniche dei Gelfling di Dark Crystal erano operate attraverso i cavi, quelle di Dark Crystal: La resistenza sono operate remotamente con un Wiimote modificato.

## Promozione
Il 30 maggio 2019 venne distribuito online il trailer della prima stagione sia in inglese che in italiano, insieme al poster ufficiale. Il 1º giugno venne annunciata la produzione di alcuni Funko ispirati ai personaggi del film e della serie. In occasione della fiera videoludica E3, l'11 giugno venne presentato il videogioco strategico omonimo pubblicato per Nintendo Switch.

## Accoglienza
La serie è stata acclamata dalla critica. Il sito aggregatore di recensioni Rotten Tomatoes riporta che l'88% delle 76 recensioni professionali ha dato un giudizio positivo sulla serie, con un voto medio di 8,6 su 10; il consenso del sito recita: "Un'avventura fantasy epica che piacerà sia ai vecchi che ai nuovi fan, La resistenza si basa sapientemente sulla tradizione di Dark Crystal, creando nuovi miti avvincenti senza perdere di vista l'umanità nel cuore della storia." Su Metacritic, la serie detiene una valutazione media ponderata di 82 su 100, basata sul parere di 20 critici.
Su RogerEbert.com, il critico Matt Fagerholm ha definito la serie un "capolavoro" e "una delle più grandi epopee fantasy di tutti i tempi".
La serie ha vinto agli Emmy Awards 2020 il premio come miglior serie per bambini. Nonostante il buon successo ottenuto Netflix ha comunque deciso di cancellarla dopo una sola stagione.